# .uucp
.uucp — суффикс псевдодомена, использовавшийся в конце 1980-х годов для идентификации хостов, не подключённых непосредственно к Internet, но, возможно, доступных через межсетевые шлюзы. В таких случаях суффикс показывал, что это имя доступно через UUCP сеть. Этот «домен» был одним из доменов верхнего уровня, которые на самом деле не находились в корневом домене Internet, но использовались при адресации в те времена, когда широко были распространены сети, не связанные с Internet. Официально, все имена сайтов, прежде используемые как UUCP-имена без доменов, были перемещены в этот домен.
Хосты UUCP часто имели неуникальные имена. Также не существовало глобального списка этих имён. Как следствие, прямой доступ к таким хостам требовал использования полного пути, формат которого не соответствовал синтаксису доменных имён.